# Beaminster
Beaminster este un oraș în comitatul Dorset, regiunea South West, Anglia. Orașul se află în districtul West Dorset. 